# Seija Hyytiäinen
Seija Hyytiäinen es una deportista finlandesa que compitió en biatlón. Ganó una medalla de bronce en el Campeonato Mundial de Biatlón de 1990, en la prueba por relevos.

## Palmarés internacional
| Campeonato Mundial | Campeonato Mundial | Campeonato Mundial | Campeonato Mundial |
| Año                | Lugar              | Medalla            | Prueba             |
| ------------------ | ------------------ | ------------------ | ------------------ |
| 1990               | Oslo (Noruega)     | Medalla de bronce  | Relevos            |